# شرکت واتیکان (کتاب)
شرکت واتیکان (بایگانی‌های سرّی واتیکان) (به فرانسه: Vatican S.A: Les archives secrètes du Vatican) نام کتابی است در دو جلد نوشتهٔ خبرنگار ایتالیایی، جان‌لوییجی نوتزی (Gianluigi Nuzzi). جلد اول این کتاب در سال ۲۰۰۹ چاپ شد و ۲۷ هفته در ایتالیا و ۱۲ هفته در آلمان پرفروش‌ترین کتاب بود.
پس از ورشکستگی بانک آمبروسیانو و رئیس آن، که خود را زیر پل لندن در سال‌های ۱۹۸۰ حلق‌آویز کرد، گمان می‌رفت که رسوایی‌های مالی واتیکان پایان یافته‌باشد، ولی در سال ۲۰۰۳ وقتی نوتزی به اسناد شخص کلیدیِ بانک واتیکان دست پیدا کرد که شامل نامه‌ها، گزارش‌ها، ترازنامه‌ها و حواله‌های بانکی بود، پردهٔ دیگری از رسوایی مالی واتیکان برداشته شد.
بانک واتیکان با افتتاح حساب با نام‌های جعلی، درحقیقت به پولشویی و فرار از مالیات بانکداران، زمین‌خواران، سیاستمداران و افراد مافیایی مبادرت می‌کرد و این‌گونه وانمود می‌کرد که این پول‌ها اهداییِ پیروانش در سراسر دنیاست.
با انتشار جلد دوم کتاب (اعلی‌حضرت: اوراق سرّی بندیکت شانزدهم) در سال ۲۰۱۲ و انتشار اسنادی دیگر و افشای آنها رسوایی درز این اطلاعات که به «واتیلیکس» مشهور شد، پاپ بندیکت شانزدهم را هم وادار به واکنش کرد و هم موجبات خشم او فراهم آمد. وی به‌شدت از کار رسانه‌ها انتقاد و آنها را به خلق مسائلی غیرواقعی متهم و نسبت به وفاداری نزدیکان خود ابراز اطمینان کرد.

این درحالی است که واتیکان خبر بازداشت پیشخدمت مخصوص پاپ را تأیید کرده و گفته می‌شود مدارکی را در خانهٔ او یافته‌اند که کوچکترین ارتباطی با کارش ندارد.
نوتزی، نویسندهٔ کتاب، می‌گوید که این اسناد و مدارک را از منابع گوناگون دریافت کرده و مدعی است که یک سنت هم برای آن نپرداخته‌است. به گفتهٔ او اشخاص ناشناس در ابتدا با او صحبت می‌کردند و بعد حضوری در یک آپارتمان با او قرار می‌گذاشتند تا اسناد را در اختیارش بگذارند.
در جلد دوم این کتاب، با استناد به اسنادی، نشان می‌دهد که وزیر امور خارجهٔ واتیکان، کاردینال تارچیسو برتونه، اسقف ویگانو را به واشینگتن فرستاده تا به پروندهٔ چندمیلیون‌دلاری‌ای رسیدگی کند که علیه اسقف‌نشینهای آمریکا در ارتباط با سوء استفادهٔ جنسی اقامه شده‌است. سند دیگر پرده از ماجرای اسرارآمیز و حل‌نشدهٔ ناپدیدشدن امانوئلا اورلاندی، دختر ۱۵سالهٔ یکی از کارکنان واتیکان می‌گشاید و افشای آن باعت می‌شود که پرونده دوباره گشوده شود.
با توجه به حجم بالای اسناد و مدارک درزکرده، به گفتهٔ کارشناسان بعید به‌نظر می‌رسد که پیشخدمت مخصوص پاپ به‌تنهایی مسئول این افشاگری‌ها باشد.
این کتاب مجموعه‌ای از مذهب، سیاست، مافیا، خودکشی و مسمومیت است و می‌تواند دستمایهٔ یک فیلم هالیوودی باشد.